# Radim Novák (sportovní střelec)
Radim Novák (* 26. března 1973 Kolín) je bývalý český sportovní střelec, vítěz Světového poháru (Kuba 1995) a mistr Evropy (Francie 1999). Získal 15. místo na olympijských hrách v Sydney 2000 a je držitelem českého rekordu v libovolné malorážce vleže na 50 m s absolutním nástřelem 600 bodů. Více než 15 let soutěžil za středisko vrcholového sportu SKP Rapid Plzeň. Jeho trenérem byl střelec Petr Kůrka (otec Kateřiny Emmons). V roce 1995 vystřílel v Hannoveru jako jediný Čech v historii této soutěže nový automobil VW Golf 3. Je vynálezcem elektronického terče Mitteo a vlastníkem dvou patentů: elektronický terč a unikátní zobrazení výsledků. Příležitostný trenér a propagátor sportovní střelby především v olympijských disciplínách International Shooting Sport Federation. V roce 2024 se začíná věnovat inovacím v oblasti šipkového sportu (Darts).